# Ozola picaria
Ozola picaria là một loài bướm đêm trong họ Geometridae.